# Clodia
Clodia (auch – zur Unterscheidung von ihren Schwestern – Clodia Metelli, ursprünglich Claudia; * um 90 v. Chr.; † nach 44 v. Chr.) war eine der umstrittensten Frauen der späten römischen Republik. Sie war mit Quintus Caecilius Metellus Celer verheiratet. Ihr galt Marcus Tullius Ciceros Verunglimpfung wegen eines ausschweifenden Lebenswandels in seiner Rede Pro Caelio. Unter anderem sagte er ihr Inzest mit ihrem Bruder Publius Clodius Pulcher nach. Daraus wurde schon in der Antike gefolgert, dass sie die Lesbia genannte Geliebte des Dichters Catull war, der dieser zahlreiche Gedichte gewidmet hat.

## Name
Der Name Clodia ist die weibliche Form des römischen Namens Clodius, der Form des Namens Claudius, die Publius Clodius Pulcher annahm, als er sich 59 v. Chr. zum Plebejer erklären ließ. Seine drei Schwestern folgten dieser Namensänderung. Eine weitere Trägerin des Namens war seine Tochter Clodia aus seiner Ehe mit Fulvia, der zweiten Gattin des Marcus Antonius.

## Leben

### Herkunftsfamilie
Clodia stammte aus dem angesehenen Adelsgeschlecht der Claudier, das viele berühmte Persönlichkeiten der römischen Geschichte hervorbrachte. Ihr Vater Appius Claudius Pulcher war im Jahr 79 v. Chr. Konsul. Ihre Mutter war vermutlich Caecilia Metella, die Schwester des Konsuls von 98 v. Chr., Quintus Caecilius Metellus Nepos.
Clodia hatte (mindestens) fünf Geschwister: drei Brüder und zwei Schwestern. Über ihre Kindheit und Erziehung ist nichts bekannt. Ihr Vater ließ die Familie nach seinem Tod 76 v. Chr. angeblich verarmt zurück, weshalb die jüngste der Schwestern nach einer von Marcus Terentius Varro überlieferten Legende ohne Mitgift mit Lucius Licinius Lucullus verheiratet werden musste. Von ihren drei Brüdern wurde der älteste, Appius Claudius Pulcher, 54 zum Konsul gewählt, während der zweite Bruder Gaius 51 v. Chr. wegen eines Bestechungsskandals nicht zum Konsulat gelangte. Die politische Karriere des Dritten, Publius Clodius Pulcher, der einige Jahre jünger als sie war, verfolgte Clodia anteilsvoll und unterstützte ihn, wobei ihr politischer Einfluss mehr hinter den Kulissen wirkte.
Von ihren Schwestern, deren Altersreihenfolge nicht sicher zu rekonstruieren ist, war eine mit Quintus Marcius Rex, dem Konsul von 68 v. Chr., verheiratet. Die andere, Tertia oder nach ihrem Ehemann Clodia Luculli genannt, war die Frau des Lucius Licinius Lucullus, der 74 v. Chr. Konsul war und über seine Mutter mit den Metelli verwandt war. Er führte das römische Heer im Dritten Mithridatischen Kriege (74–64 v. Chr.) und ließ sich nach etwa zehn Jahren Ehe 66 v. Chr. von Clodia scheiden, nachdem ihr Bruder Publius eine Meuterei seines Heeres gegen ihn veranlasst hatte, was zu seiner Abberufung führte. Der angebliche Inzest mit ihrem Bruder Publius als vermeintlicher Scheidungsgrund wird erstmals in Ciceros Rede pro Milone 52 v. Chr. thematisiert.

### Ehe mit Quintus Caecilius Metellus Celer
Wie in römischen Patrizierfamilien nicht unüblich, wurde Clodia ihrem Cousin Quintus Caecilius Metellus Celer zur Frau gegeben. Dieser war 66 v. Chr. Legat von Gnaeus Pompeius Magnus im Krieg gegen Mithridates von Pontus gewesen. Während Ciceros Konsulat 63 v. Chr. war er Prätor und beteiligte sich als Statthalter der Provinz Gallia cisalpina an der Niederschlagung der Catilinarischen Verschwörung, indem er Catilinas Truppen den Weg nach Gallia transalpina versperrte. Vermutlich fand die Hochzeit in diesem Jahr statt.
61 v. Chr. überwarf Celer sich mit Pompeius, als dieser sich von seiner Halbschwester Mucia Tertia scheiden ließ. Als Optimat verfügte Clodias Mann über genügend Ansehen, um den ehemaligen Schwager im Rennen um das Konsulat im Jahr 60 v. Chr. ausstechen zu können. In seiner Amtszeit trat er gemeinsam mit Cicero seinem Schwager Publius Clodius Pulcher entgegen, der trotz seiner patrizischen Herkunft das Amt eines Volkstribunen anstrebte.
Celers plötzlicher Tod Anfang 59 v. Chr. provozierte Gerüchte, nach denen Clodia daran nicht ganz unschuldig gewesen sei, denn es sei in der Ehe nicht sehr harmonisch zugegangen und Clodia habe sich fortwährend im Kriege mit ihm befunden. Ob die Ehe wirklich so schlecht war, wie Cicero aus dem Jahr von Celers Konsulat berichtete, ist ebenso unbekannt wie, ob ein signifikanter Altersunterschied bestand oder nach welchem Recht die Ehe geschlossen wurde. Dass sie ihn nicht bei seinen militärischen Einsätzen und Statthalterschaften begleitete, ist jedoch kein Anzeichen für eine schlechte Ehe, sondern entsprach der damaligen Sitte. Cicero selbst schilderte nur zwei Jahre zuvor in einem Brief an Celer, wie Clodia zusammen mit Mucia zwischen ihm und ihrem Schwager Quintus Caecilius Metellus Nepos vermittelte.
Aus der Ehe mit Metellus Celer hatte Clodia eine Tochter Metella, möglicherweise die Caecilia Metella, die die Geliebte von Ciceros Schwiegersohn Dolabella war.

### Zwischen Clodius und Cicero
Nach Celers Tod unterstützte Clodia die politische Karriere ihres Bruders Publius, was sie auch mit Ciceros Freund Titus Pomponius Atticus diskutierte, der diese Neuigkeiten an Cicero weiterleitete. Das spricht dafür, dass ihr Verhältnis zu Cicero zumindest 59 v. Chr. noch nicht so schlecht war, wie seine spätere Darstellung in pro Caelio vermuten lässt. Allerdings tituliert Cicero sie bereits in Briefen aus dieser Zeit mit dem griechischen Attribut βοῶπις (boópis „Kuhäugige“) der Hera, der Schwestergattin des Zeus, das auf seine spätere Inzest-Anklage hinweist. Am 10. Dezember 59 v. Chr. gelang Clodius die Wahl zum Volkstribunen. In dieser Eigenschaft setzte er etliche populäre Gesetze um. Cicero wurde auf sein Anstiften ins Exil gesandt und sein Besitz beschlagnahmt, aus dem er erst 57 v. Chr. zurückkehrte. Sein Grundstück auf dem Palatin brachte Clodius an sich.
Anders als üblich hatte Clodia nicht wiedergeheiratet, sondern sich Marcus Caelius Rufus, einem Schüler und Freund Ciceros, zugewandt – jedenfalls, wenn man Cicero glauben kann. Er kam aus dem Ritterstand, und sein Vater verfügte über große Besitztümer in Afrika. Wie auch immer Caelius in die Catilinarische Verschwörung verwickelt gewesen sein mochte, er schaffte jedenfalls noch rechtzeitig eine Kehrtwendung. Somit hatte er dank der Unterstützung durch Pompeius eine glänzende Karriere vor sich. Er war 12 Jahre jünger als Clodia und galt als gutaussehend. Nach Ende der Beziehung strengte Clodia (oder ihr Bruder Publius) 56 v. Chr. einen Prozess gegen Caelius an. Der offizielle Ankläger war dabei der erst 17-jährige Lucius Sempronius Atratinus, der Caelius neben anderen Verbrechen, darunter einem Mord, begangen mit von Clodia geliehenem Gold, auch einen Mordanschlag auf Clodia vorwarf. Caelius’ Verteidigung übernahm Cicero. Seine Rede Pro Caelio (s. u.) ist dabei weniger eine Verteidigung seines Mandanten als eine systematische Verunglimpfung Clodias, auch wenn ihr Name nicht direkt genannt wird. Als Hure sollte sie als unglaubwürdige Zeugin in dem Prozess dargestellt werden. Sogar Verwandte wie Appius Claudius Caecus, den Erbauer der Via Appia, ließ Cicero in seinem Plädoyer mit zu Wort kommen, um aus dessen Munde Schmähungen gegen Clodia zu richten und darauf hinzuweisen, dass sie durch ihr Verhältnis zu Caelius dem Rufe der Familie rücksichtslos schade. Dabei hält Wilfried Stroh es sogar durchaus für möglich, dass Cicero selbst die Affäre zwischen Clodia und Caelius erfunden hat. Zudem sagte Cicero ihr etliche Liebschaften und sogar Inzest mit ihren Brüdern nach. Diese Diffamierung der Schwester seines Feindes, die auch in anderen ebenfalls gegen Publius Clodius gerichteten Reden der Jahre 57/56 v. Chr. mit ähnlich lautenden Anklagen zur Sprache kommt, diente vor allem der Diskreditierung des Clodius als moralisch verkommen, schwach und unter der Fuchtel einer Frau stehend. Caelius wurde dank der brillanten Verteidigung durch Cicero und Marcus Licinius Crassus freigesprochen, ohne dass die ihm zur Last gelegte Ermordung des Philosophen Dion im Prozess wirklich thematisiert worden wäre. Clodia dagegen blieb dem Hohne des Pöbels und der Verachtung der Nachwelt ausgesetzt.
Über ihr späteres Leben ist nichts Sicheres bekannt. Sie trat auch nicht mehr in Clodius’ Umfeld in Erscheinung. Im Jahr 52 v. Chr. trafen auf der Via Appia die bewaffneten Banden von Clodias Bruder und Titus Annius Milo aufeinander, der den im Kampf verwundeten Clodius umbringen ließ. Wieder hieß der Verteidiger Cicero, wieder wurde eine der Schwestern, diesmal Clodia Luculli, des Inzests mit dem Bruder bezichtigt, aber diesmal unterlag Cicero und das Urteil lautete Verbannung für Milo.
Zu Cicero scheint Clodia trotz der Beschuldigungen in Pro Caelio ein freundschaftliches Verhältnis behalten zu haben, jedenfalls zog Cicero als Ort für das Grabmal seiner 45 v. Chr. verstorbenen Tochter Tullia kurzfristig Clodias Gärten in Betracht. Clodia erscheint dabei als geschäftlich unabhängig, was ungewöhnlich war für eine römische Frau, es sei denn, sie stand als Witwe aus einer Manusehe unter keiner patria potestas mehr.
Clodias Todesdatum ist nicht bekannt. Zum letzten Mal erwähnte Cicero sie Atticus gegenüber einen Monat nach Caesars Ermordung 44 v. Chr. in einem Atemzug mit Kleopatra:

„Reginae fuga mihi non molesta est. [Sed] Clodia quid egerit, scribas ad me velim.“

„Die Flucht der Königin interessiert mich nicht, aber was Clodia getan hat, schreibe mir bald.“

Es lässt sich nur spekulieren, ob Clodia als ältere univira möglicherweise Gesellschafterin der ägyptischen Königin war.

## Clodia in den Quellen

### Clodia alsLesbiain Catulls Liebesgedichten
Es würde gut in das von Cicero gezeichnete Bild der inzestuösen Schwester passen, Clodia mit der Geliebten Lesbia in Catulls Gedichten gleichzusetzen, wie eine Bemerkung von Apuleius nahezulegen scheint, der insgesamt vier Pseudonyme für Geliebte in der römischen Liebeslyrik aufdeckt. Nach modernen Rekonstruktionen soll sie 61/60 v. Chr. ein Verhältnis mit ihm unterhalten haben, was ihrem Ehemann durchaus nicht entgangen sein dürfte. Es verwundert jedoch, dass Metellus, den man zu Recht als Römer vom alten Schlage bezeichnen mag, nicht um sein Ansehen besorgt war und Schritte zur Trennung in die Wege leitete, sollte er von der Untreue seiner Frau gewusst haben. Die Identifikation Lesbia–Clodia ist jedenfalls nicht zwingend. Zudem ist auch Catulls Biographie selbst nicht eindeutig zu rekonstruieren, da die Angaben bei Hieronymus und Sueton denen in seinen Gedichten widersprechen. So datiert Peter Wiseman Catulls Gedichte auf 54 v. Chr., wonach sich eine Gleichsetzung der verheirateten Geliebten Lesbia mit der verwitweten Clodia verbietet.
Catull kam zur Intensivierung seiner Studien nach Rom, wo er auf Clodia getroffen sein könnte. Catull beklagte in seine Gedichten, dass Lesbia als verheiratete Frau die Beziehung bei Weitem nicht so ernst nahm wie er. In seinen Gedichten spiegeln sich die Intensität der Liebe zur etliche Jahre Älteren und der Trennungsschmerz wider. In den späteren Liedern wandelt sich dieser Schmerz zu Zorn; er wirft ihr Untreue, Hurerei und möglicherweise sogar Inzest vor, wenn auf den schönen (pulcer) Lesbius angespielt wird, den Lesbia angeblich mehr liebt als den unglücklichen Catull, und steigert sich bis hin zum Hass. Selbstverständlich darf nicht vergessen werden, dass die Verse kein unverzerrtes Abbild der Wirklichkeit geben, weil sie nach poetischen Normen gestaltet sind und das lyrische Ich nicht zwingend mit dem historischen Catull identisch ist.

### Clodia in Ciceros RedePro Caelio
Mit seiner Rede Pro Caelio verteidigte Cicero Marcus Caelius Rufus, der 56 v. Chr. neben anderen Verbrechen auch eines Mordanschlags auf Clodia angeklagt wurde. In dieser Rede unterstellte er ihr Inzest mit ihrem Bruder Clodius und Giftmord an ihrem 59 v. Chr. verstorbenen Gatten. Dem jungen, gutaussehenden Nachbarn Caelius habe sie regelrecht nachgestellt und nach Beendigung der ungefähr zweijährigen Beziehung aus Rache einen Prozess gegen den ehemaligen Liebhaber angestrengt, weil sie es nicht habe ertragen können, von ihm verlassen zu werden, während der offizielle Kläger Lucius Sempronius nur ein Strohmann sei. Gleichzeitig sagte er ihr eine Unmenge von Liebschaften nach und stellte ihr Nähe zu ihrem Bruder als sexuelle Beziehung dar. Als Anspielung auf ihre Schönheit und vor allem die großen Augen verwendete er den Decknamen βοῶπις („Kuhäugige“) für Clodia, der auch als Attribut Heras, der Gattin und zugleich Schwester Zeus’, Verwendung fand, so dass nochmals der Inzestverdacht durchschimmerte. Ciceros Schmähungen erreichten ihren Höhepunkt darin, dass er Clodia in Anspielung auf die mykenische Königin Klytämnestra, die ihren Gatten Agamemnon nach seiner Rückkehr vom Trojanischen Krieg aus Rache für die Opferung ihrer Tochter Iphigenie mit Hilfe ihres Geliebten Aigisthos umbrachte, als „Viergroschen-Klytämnestra“ titulierte.). Mit diesen Verleumdungen über Clodia rächte sich Cicero an ihrem Bruder, der ihn in Ausnutzung seines Amtes als Volkstribun 59 v. Chr. in die Verbannung geschickt und für den billigen Verkauf seiner Besitztümer gesorgt hatte.
Derselbe Vorwurf des Inzests traf später die Schwester Clodia Luculli in seiner Rede für Titus Annius Milo. Und auch in diesem Fall schien der Vorwurf kaum glaubwürdig zu sein. Überhaupt galten Diffamierungen im Wahlkampf oder in Gerichtsreden als probates Mittel, weil sie nicht verboten und zudem schwer nachprüfbar waren, weshalb bei ihrer Deutung Vorbehalte angebracht sind. Auch Cicero wurde des Inzestes mit seiner Tochter Tullia, die er aufrichtig liebte, bezichtigt, was von seinen Zeitgenossen kaum ernst genommen worden sein kann.
Zweifel am Wahrheitsgehalt der Anschuldigungen sind angebracht, wenn man bedenkt, dass die Taktik der Verteidigung darauf beruhte, die Aufmerksamkeit auf Clodia als schlechten Umgang für Caelius zu lenken, so dass ihr alle Vergehen angelastet werden konnten.
Einen möglichen Erklärungsansatz gibt Guy Fau mit ihrem Hinweis auf Fresken des Dionysoskultes, die in Clodias Villa ausgegraben wurden. Mit einer Initiation Clodias in einen Mysterienkult böte sich eine Erklärung für den Vorwurf des von Cicero bemängelten zu freundlichen Umgangs mit Sklaven und eines zu freizügigen Auftretens gegenüber Männern an. Denn aus dem dort verbreiteten Gedanken von der Brüderlichkeit aller Menschen aufgrund der Unsterblichkeit der Seele resultiert, dass auch Sklaven innerhalb der religiösen Hierarchie aufsteigen können und man sie im Alltag besser behandelt. Mit dem Einverständnis ihrer Familie ließ Clodia Sklaven frei, was Cicero zu der Mutmaßung veranlasste, dies sei nur aus Eigennutz und Kalkül geschehen, um Zeugen für den Prozess zu finden. Auch eine zunehmende Gleichstellung mit den Männern könnten die Mysterienkulte – abgesehen von den hauptsächlich sozialen Hintergründen einer solchen Entwicklung – angestoßen haben. Die Bacchanalien, ausgelassene Feiern zu Ehren des Dionysos, gingen mit Tänzen und exzessiven Orgien einher, weshalb sie vom Senat zeitweise verboten wurden. In diesem Rahmen konnten auch Frauen eine gewisse sexuelle Befreiung erleben, die durchaus für Sempronias und Lesbias/Clodias Ausbrüche aus den konventionellen Lebensformen kennzeichnend ist.

### Clodia bei Plutarch
Der Schriftsteller Plutarch erwähnt Clodia in seiner Cicero-Biographie. Demnach fürchtete Ciceros Frau Terentia, dass Clodia ihr ihren Mann ausspannen wolle. Clodius’ schlechten Ruf führt Plutarch vor allem auf seine Schwestern zurück. Der Inzest-Verdacht stand für ihn außer Zweifel.